# 보드쇼츠

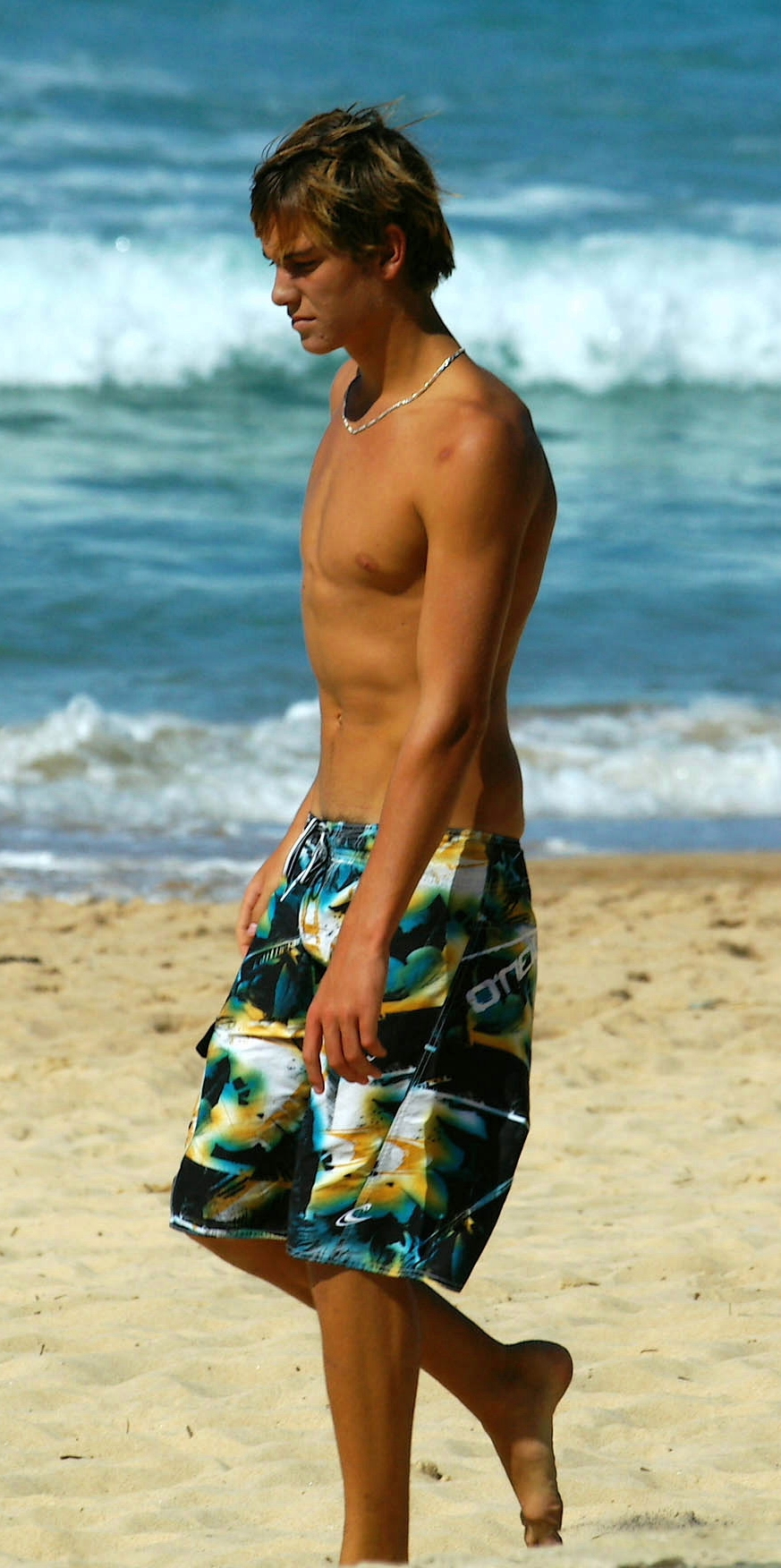
보드쇼츠를 입은 남자

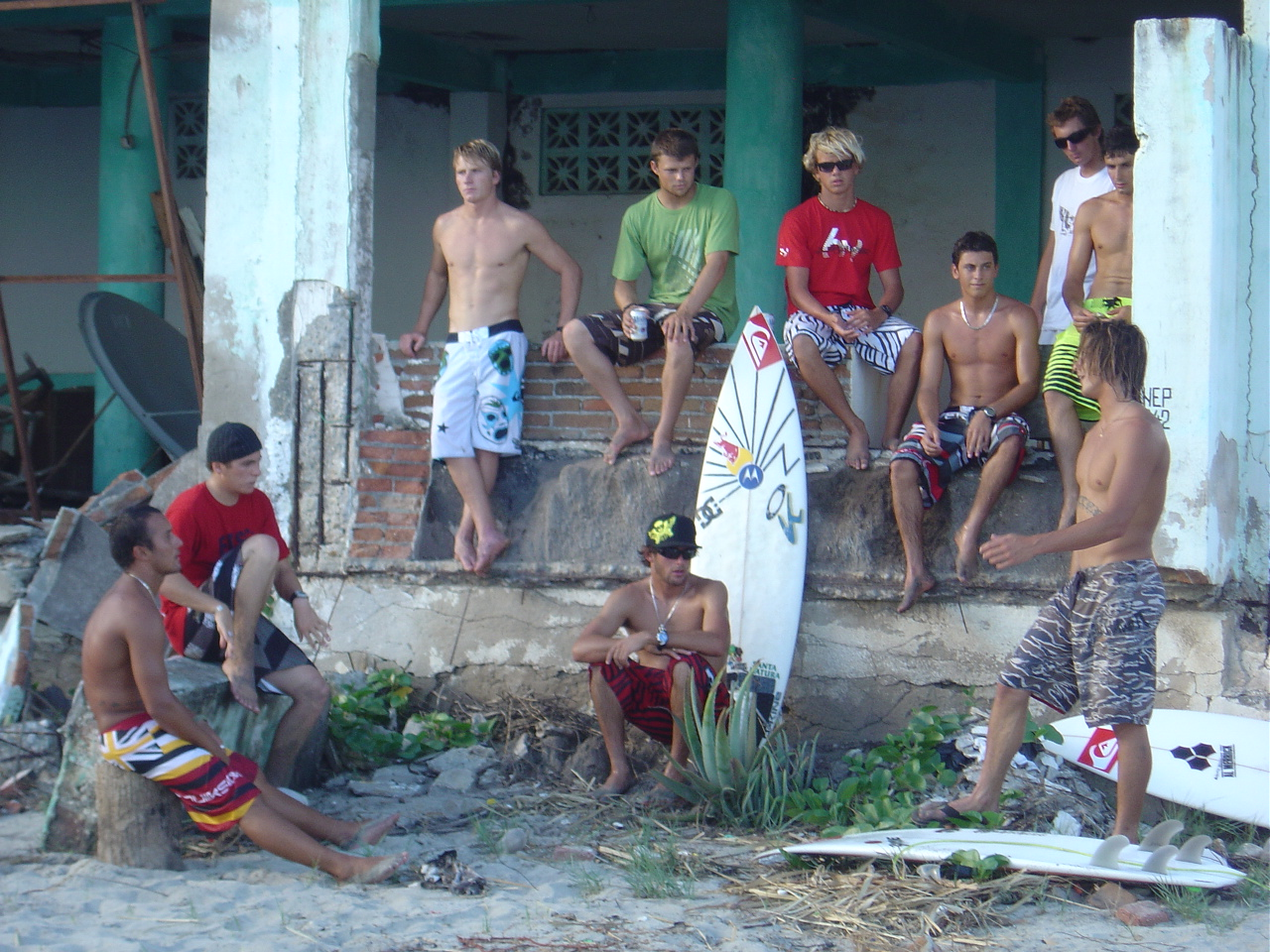
보드쇼츠를 입은 남자들

보드쇼츠(영어: Boardshorts)는 수영복의 일종이다. 주로 파도타기와 같은 보드를 사용하는 수중 스포츠에서의 사용을 기반으로 한다. 보드쇼츠는 빨리 마르도록 만들어지며, 일반적으로 강력하고 부드러운 폴리에스테르 또는 나일론 재질로 제작된다. 보드쇼츠는 내구성이 뛰어나고 서핑보드와의 접촉으로 마모되어도 편안하고 가볍다. 보드쇼츠는 일반적으로 수영복의 많은 반바지, 삼각 수영복, 트렁크 등보다 길며, 종종 허리를 제외하고는 외관상으로는 느슨하거나 헐렁한 느낌을 준다.